# Pedro de Sá Pereira
Pedro de Sá Pereira (Porto Alegre, 25 de janeiro de 1892 - Rio de Janeiro,  4 de Julho de 1955 (63 anos) foi um maestro e compositor brasileiro. Casado com Maria da Glória de Sá Pereira.
Fez, em parceria com diversos autores brasileiros, várias composições musicais (toadas e canções em sua maioria) que fizeram sucesso no início do Século XX.

## Composições

### Individuais
- Paulista de Macaé[2]
- Caiubi ou Canção da cabocla bonita
- Suspira, nega, suspira'
- Leão da noite
- Cangote cheiroso

### Em parceria
- Chuá, chuá' - com Ary Machado Pavão
- Meu Senhor do Bonfim - Marques Porto e Luiz Carlos Peixoto de Castro
- Casinha da colina - com Luiz Peixoto
- Canção da noite - com Lamartine Babo
- Sandália de couro (Maxixe) - Com Ary Pavão e Marques Porto
- À la garçonne - com Américo Guimarães[3]
- É canja - com Alfredo Breda.